# Armas nucleares de Israel

Ubicación del Estado de Israel en el mundo.

Se cree ampliamente que Israel posee armas nucleares, se estima que su arsenal oscila entre 90 y 400 ojivas nucleares, y se cree que el país posee la capacidad de lanzarlas por varios métodos, desde aviones, como misiles de crucero lanzados desde submarinos y mediante la serie Jericho de misiles balísticos de alcance intermedio a intercontinental. Se cree que su primera arma nuclear entregable se completó a fines de 1966 o principios de 1967, lo que lo convertiría en el sexto país del mundo en haberlas desarrollado.
Israel mantiene una política de ambigüedad deliberada, nunca negando ni admitiendo oficialmente tener armas nucleares, repitiendo en cambio a lo largo de los años que "Israel no será el primer país en introducir armas nucleares en Oriente Medio ". Sin embargo, en noviembre de 2023, en medio de la guerra entre Israel y Hamás, el viceministro de Patrimonio, Amihay Eliyahu, pidió públicamente lanzar una bomba nuclear sobre Gaza, lo que algunos interpretaron como una admisión tácita de que Israel posee tal capacidad. El primer ministro Netanyahu reprendió y suspendió al ministro en cuestión.
Israel no ha firmado el Tratado de No Proliferación Nuclear (NPT: Nuclear Non-Proliferation Treaty), a pesar de la presión internacional para que lo haga. Se sostiene que los controles nucleares no pueden implementarse de manera aislada de otras cuestiones de seguridad y que sólo después del establecimiento de relaciones pacíficas entre todos los países de la región podrían introducirse controles mediante la negociación de "un régimen mutuamente y efectivamente verificable que [establecería] el Medio Oriente como una zona libre de armas químicas, biológicas y nucleares". Además, los comentarios del ex primer ministro Yair Lapid en 2022 en referencia a la capacidad de "otras capacidades" para "mantenernos vivos mientras nosotros y nuestros hijos estemos aquí" se han interpretado como una referencia a la necesidad de conservar las armas nucleares.
Además, Israel desarrolló la Doctrina Begin de contraproliferación y ataques preventivos, negando a otros actores regionales la capacidad de adquirir sus propias armas nucleares. La Fuerza Aérea israelí llevó a cabo la Operación Opera y la Operación Huerto, destruyendo los reactores nucleares iraquíes y sirios en 1981 y 2007, respectivamente, y se cree que el malware Stuxnet que dañó gravemente las instalaciones nucleares iraníes en 2010 fue desarrollado conjuntamente por Estados Unidos e Israel. En 2019, Israel sigue siendo el único país de Oriente Medio que se cree que posee armas nucleares. La opción de Sansón se refiere a la capacidad de Israel de utilizar armas nucleares contra atacantes como estrategia de disuasión frente a amenazas militares existenciales a la nación.
Israel comenzó a investigar el campo nuclear poco después de declarar su independencia en 1948 y, con la cooperación francesa, comenzó a construir en  el Centro de Investigación Nuclear del Néguev, una instalación cerca de Dimona que albergaba un reactor nuclear y una planta de reprocesamiento a fines de la década de 1950. Los primeros detalles extensos del programa de armas aparecieron el 5 de octubre de 1986, con la cobertura mediática de las revelaciones de Mordejái Vanunu, un técnico anteriormente empleado en el centro. Vanunu fue pronto secuestrado por el Mossad y llevado de vuelta a Israel, donde fue sentenciado a 18 años de prisión por traición y espionaje.

## Historia

### Antes de Dimona, 1949-1956
El primer primer ministro de Israel, David Ben-Gurion, estaba "casi obsesionado" con obtener armas nucleares para evitar que se repitiera el Holocausto. Afirmó: "Lo que Einstein, Oppenheimer y Teller, los tres judíos, hicieron para los Estados Unidos, también lo podrían hacer los científicos de Israel, para su propio pueblo". Ben-Gurion decidió reclutar científicos judíos en el extranjero incluso antes del final de la guerra árabe-israelí de 1948 que estableció la independencia de Israel. Él y otros, como el director del Instituto Weizmann de Ciencias y científico del Ministerio de Defensa Ernst David Bergmann, creían y esperaban que científicos judíos como Oppenheimer y Teller ayudarían a Israel.
En 1949, una unidad del cuerpo científico de las Fuerzas de Defensa de Israel, conocido por el acrónimo hebreo HEMED GIMMEL, comenzó un estudio geológico de dos años del Néguev. Aunque el estudio preliminar fue inicialmente motivado por rumores sobre yacimientos de petróleo, uno de los objetivos del estudio más largo, que duró dos años, fue encontrar fuentes de uranio; se encontraron algunas pequeñas cantidades recuperables en depósitos de fosfato. Ese año, Hemed Gimmel financió a seis estudiantes israelíes de posgrado en física para que estudiaran en el extranjero, incluido uno para ir a la Universidad de Chicago y estudiar con Enrico Fermi, quien había supervisado la primera reacción nuclear en cadena artificial y autosostenida del mundo. A principios de 1952, Hemed Gimmel fue trasladado de las FDI al Ministerio de Defensa y se reorganizó como División de Investigación e Infraestructura (EMET). En junio de ese mismo año, Ben Gurion nombró a Bergmann como el primer presidente de la Comisión de Energía Atómica de Israel (AIEI).
Durante la transferencia, Hemed Gimmel pasó a llamarse Machon 4 y Bergmann lo utilizó como "laboratorio principal" del IAEC; en 1953, Machon 4, en colaboración con el Departamento de Investigación de Isótopos del Instituto Weizmann, desarrolló la capacidad de extraer uranio del fosfato del Néguev y una nueva técnica autóctona para producir agua pesada autóctona. Las técnicas eran dos años más avanzadas que las de los estadounidenses. Bergmann, que estaba interesado en aumentar la cooperación nuclear con los franceses, vendió ambas patentes al Comisariado de Energía Atómica (Commissariat à l'énergie atomique et aux énergies alternatives = CEA) por 60 millones de francos. Aunque nunca se comercializaron, fue un paso trascendental para la futura cooperación franco-israelí.  Además, los científicos israelíes probablemente ayudaron a construir el reactor de producción de plutonio G-1 y la planta de reprocesamiento UP-1 en Marcoule. Francia e Israel mantenían relaciones estrechas en muchos ámbitos. Francia fue el principal proveedor de armas para el nuevo Estado judío, y a medida que la inestabilidad se extendía por las colonias francesas en el norte de África, Israel proporcionó información valiosa obtenida de contactos con judíos sefardíes en esos países.  Al mismo tiempo, los científicos israelíes también observaban el programa nuclear francés y eran los únicos científicos extranjeros a los que se les permitía deambular "a voluntad" por las instalaciones nucleares de Marcoule. Además de las relaciones entre investigadores judíos y no judíos israelíes y franceses, los franceses creían que la cooperación con Israel podría darles acceso a científicos nucleares judíos internacionales.
Después de que el presidente estadounidense Dwight Eisenhower anunciara la iniciativa Átomos para la Paz, Israel se convirtió en el segundo país en firmar (después de Turquía) y firmó un acuerdo de cooperación nuclear pacífica con Estados Unidos el 12 de julio de 1955. Esto culminó en una ceremonia de firma pública el 20 de marzo de 1957, para construir un "reactor de investigación para piscinas pequeñas en Nachal Soreq ", que se usaría para encubrir la construcción de una instalación mucho más grande con los franceses en Dimona.
En 1986, Francis Perrin, alto comisionado francés para la energía atómica de 1951 a 1970, declaró públicamente que en 1949 se invitó a científicos israelíes al Centro de Investigación Nuclear de Saclay, cooperación que condujo a un esfuerzo conjunto que incluyó el intercambio de conocimientos entre científicos franceses e israelíes, especialmente aquellos con conocimientos del Proyecto Manhattan.    Según el teniente coronel Warner D. Farr, en un informe al Centro de Contraproliferación de la Fuerza Aérea de los Estados Unidos, mientras que Francia había sido líder en investigación nuclear, "Israel y Francia tenían un nivel similar de experiencia después de la guerra, y los científicos israelíes podían hacer contribuciones significativas al esfuerzo francés. El progreso en ciencia y tecnología nuclear en Francia e Israel se mantuvo estrechamente vinculado a lo largo de los primeros años cincuenta". Además, según Farr, "hubo varios observadores israelíes en las pruebas nucleares francesas y los israelíes tuvieron 'acceso irrestricto a los datos de explosiones de pruebas nucleares francesas'".

### Dimona, 1956-1965

#### Negociación
Los franceses justificaron su decisión de proporcionar a Israel un reactor nuclear afirmando que no era algo sin precedentes. En septiembre de 1955, Canadá anunció públicamente que ayudaría al gobierno indio a construir un reactor de investigación de agua pesada, el reactor CIRUS, para "fines pacíficos".  Cuando el presidente egipcio Gamal Abdel Nasser nacionalizó el Canal de Suez, Francia propuso que Israel atacara Egipto e invadiera el Sinaí como pretexto para que Francia y Gran Bretaña invadieran Egipto haciéndose pasar por "fuerzas de paz" con la verdadera intención de apoderarse del Canal de Suez (ver Crisis de Suez). A cambio, Francia proporcionaría el reactor nuclear que serviría de base al programa de armas nucleares israelí. Shimon Peres, percibiendo la oportunidad del reactor nuclear, aceptó. El 17 de septiembre de 1956, Peres y Bergmann llegaron a un acuerdo tentativo en París para que la CEA vendiera a Israel un pequeño reactor de investigación. Así lo reafirmó Peres en la conferencia del Protocolo de Sèvres, celebrada a finales de octubre, para la venta de un reactor que se construiría cerca de Dimona y para el suministro de combustible de uranio.
Israel se benefició de un gobierno francés inusualmente proisraelí durante este período. Después de que la Crisis de Suez condujera a la amenaza de una intervención soviética y los británicos y franceses se vieran obligados a retirarse bajo presión de los Estados Unidos, Ben-Gurion envió a Peres y Golda Meir a Francia. Durante las conversaciones, se sentaron las bases para que Francia construyera un reactor nuclear más grande y una planta de reprocesamiento químico, y el Primer Ministro Guy Mollet, avergonzado por haber abandonado su compromiso con sus correligionarios socialistas en Israel, supuestamente le dijo a un asistente: "Les debo la bomba", mientras que el General Paul Ely, Jefe del Estado Mayor de los Ejércitos, dijo: "Debemos darles esto para garantizar su seguridad, es vital". El sucesor de Mollet, Maurice Bourgès-Maunoury, declaró: "Les di [a los israelíes] la bomba para evitar que otro Holocausto se repitiera sobre el pueblo judío y para que Israel pudiera enfrentarse a sus enemigos en Oriente Medio".
Las relaciones franco-israelíes finalizaron el 3 de octubre de 1957, en dos acuerdos cuyo contenido permanece secreto: uno político, que declaraba que el proyecto tenía fines pacíficos y especificaba otras obligaciones jurídicas, y otro técnico que describía un reactor EL-102 de 24 megavatios. El que se iba a construir debía ser dos o tres veces más grande y capaz de producir 22 kilogramos de plutonio al año. Cuando el reactor llegó a Israel, el Primer Ministro Ben-Gurion declaró que su propósito era proporcionar una estación de bombeo para desalinizar mil millones de galones de agua de mar al año y convertir el desierto en un "paraíso agrícola". Seis de los siete miembros de la Comisión de Energía Atómica de Israel dimitieron rápidamente, protestando porque el reactor era el precursor de un "aventurerismo político que unirá al mundo contra nosotros".

#### Excavación
Antes de comenzar la construcción, se determinó que el alcance del proyecto sería demasiado grande para el equipo de EMET y IAEC, por lo que Shimon Peres reclutó al coronel Manes Pratt, entonces agregado militar israelí en Birmania, para que fuera el líder del proyecto. La construcción comenzó a finales de 1957 o principios de 1958, y atrajo a cientos de ingenieros y técnicos franceses a la zona de Beersheba y Dimona. Además, miles de judíos sefardíes recién inmigrantes fueron reclutados para realizar excavaciones; para eludir las estrictas leyes laborales, fueron contratados en incrementos de 59 días, separados por un día libre.

#### Creación de LEKEM
A finales de la década de 1950, Shimon Peres había establecido y designado un nuevo servicio de inteligencia encargado de explorar el mundo y obtener clandestinamente la tecnología, los materiales y el equipo necesarios para el programa, por cualquier medio necesario. El nuevo servicio se llamaría posteriormente Lakam (acrónimo hebreo de 'Oficina de enlace científico'). Peres designó al jefe de seguridad interna de las FDI, Benjamin Blumberg, para esa tarea. Como jefe del Lakam, Blumberg llegaría a convertirse en una figura clave en la comunidad de inteligencia de Israel, coordinando agentes en todo el mundo y asegurando los componentes cruciales para el programa.

#### Ruptura entre Israel y Francia
Cuando Charles de Gaulle se convirtió en presidente francés a finales de 1958, quiso poner fin a la cooperación nuclear franco-israelí y dijo que no suministraría uranio a Israel a menos que la planta se abriera a los inspectores internacionales, se declarara pacífica y no se reprocesara plutonio.  Tras una larga serie de negociaciones, Shimon Peres finalmente llegó a un compromiso con el ministro de Asuntos Exteriores Maurice Couve de Murville más de dos años después, en virtud del cual las empresas francesas podrían seguir cumpliendo con sus obligaciones contractuales e Israel declararía el proyecto pacífico. Debido a esto, la ayuda francesa no terminó hasta 1966. Sin embargo, el suministro de combustible de uranio se interrumpió antes, en 1963. A pesar de ello, una empresa francesa de uranio con sede en Gabón podría haber vendido uranio a Israel en 1965. El gobierno de Estados Unidos inició una investigación pero no pudo determinar si tal venta había tenido lugar.

#### Enfrentamiento de 1963 entre Israel y Estados Unidos

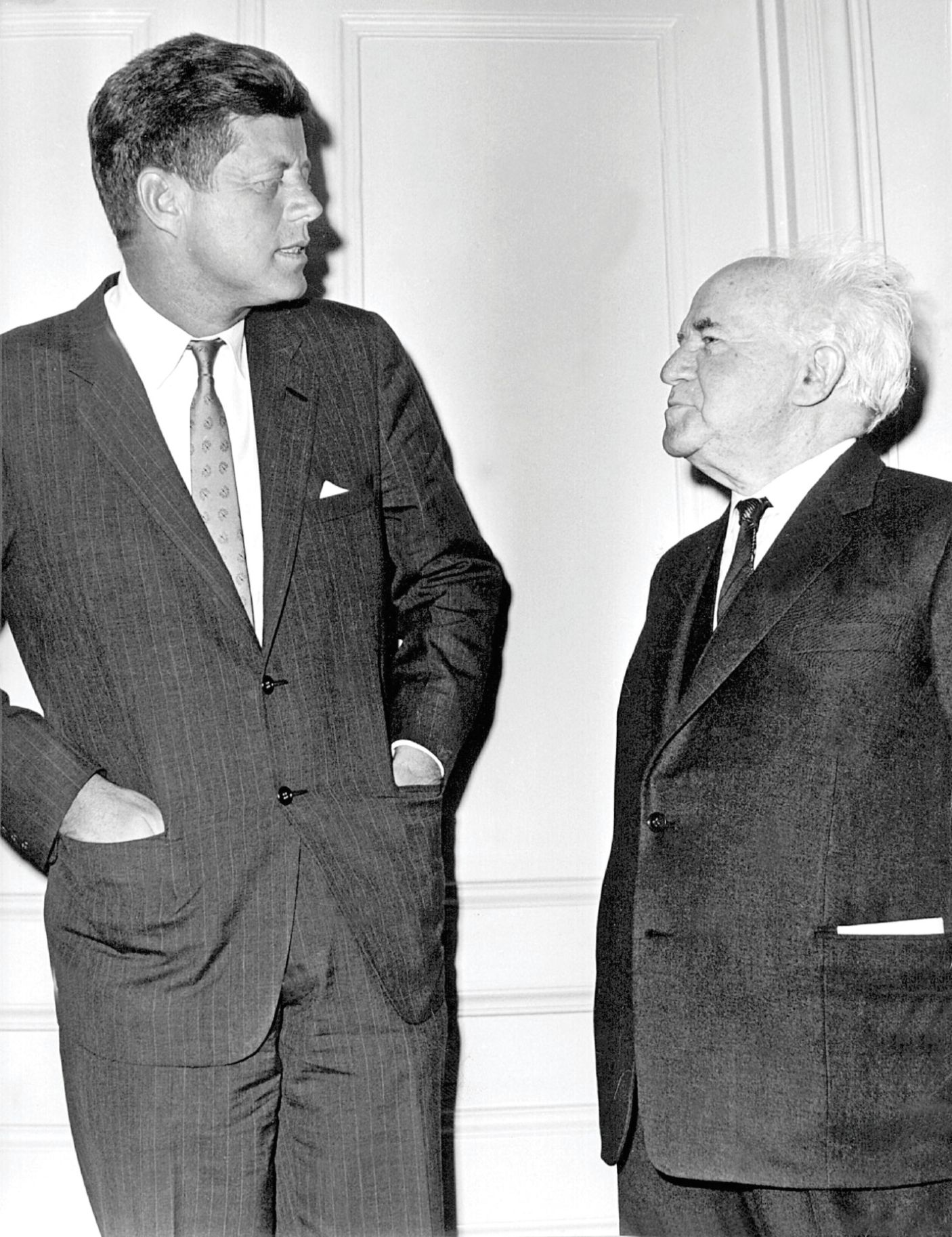
Kennedy y Ben-Gurion en 1961.

El periódico israelí Haaretz informó en 2019 que, durante la primavera y el verano de 1963, los líderes de Estados Unidos e Israel –el presidente John F. Kennedy y los primeros ministros David Ben-Gurion y Levi Eshkol– estaban enfrascados en una batalla de voluntades de alto riesgo sobre el programa nuclear de Israel. Las tensiones eran invisibles para la opinión pública de ambos países y sólo unos pocos funcionarios de alto rango, de ambos lados, estaban conscientes de la gravedad de la situación. Según Yuval Ne'eman, Eshkol, el sucesor de Ben-Gurion, y sus asociados vieron a Kennedy presentando a Israel un verdadero ultimátum. Según Ne'eman, el ex comandante de la Fuerza Aérea de Israel, mayor general (reservado) Dan Tolkowsky, tenía un serio temor de que Kennedy pudiera enviar tropas aerotransportadas estadounidenses a Dimona, sede del Centro de Investigación Nuclear del Néguev.
El 25 de marzo de 1963, el presidente Kennedy y el director de la CIA, John A. McCone, discutieron el programa nuclear israelí. Según McCone, Kennedy planteó la "cuestión de que Israel adquiera capacidad nuclear", y McCone proporcionó a Kennedy la estimación de Sherman Kent de las consecuencias negativas previstas de la nuclearización israelí. Según McCone, Kennedy encargó entonces al asesor de seguridad nacional McGeorge Bundy que orientara al secretario de Estado Dean Rusk, en colaboración con el director de la CIA y el presidente de la AEC, para que presentara una propuesta "sobre cómo se podría instituir algún tipo de salvaguarda internacional o bilateral estadounidense para protegerse contra la contingencia mencionada". Eso también significaba que la "próxima inspección informal del complejo de reactores israelí [debe]... realizarse rápidamente y... ser lo más exhaustiva posible".
El 2 de abril de 1963, el embajador Barbour se reunió con el primer ministro Ben-Gurion y le presentó la solicitud estadounidense de su "aprobación para visitas semestrales a Dimona, tal vez en mayo y noviembre, con pleno acceso a todas las piezas e instrumentos de las instalaciones, por parte de científicos estadounidenses calificados". Ben-Gurion, aparentemente tomado por sorpresa, respondió diciendo que el asunto tendría que posponerse hasta después de Pésaj, que ese año terminaba el 15 de abril. Para resaltar aun más el punto, dos días después, el secretario adjunto Phillips Talbot convocó al embajador israelí Avraham Harman al Departamento de Estado y le presentó una gestión diplomática sobre las inspecciones. Este mensaje a Ben-Gurion fue la primera salva de lo que se convertiría en "la confrontación más dura entre Estados Unidos e Israel sobre el programa nuclear israelí".
El 26 de abril de 1963, más de tres semanas después de la demanda original de Estados Unidos respecto de Dimona, Ben-Gurion respondió a Kennedy con una carta de siete páginas que se centraba en cuestiones generales de seguridad israelí y estabilidad regional. Al afirmar que Israel enfrentaba una amenaza sin precedentes, Ben-Gurion invocó el espectro de "otro Holocausto" e insistió en que la seguridad de Israel debería estar protegida por garantías de seguridad externas conjuntas, que serían otorgadas por los Estados Unidos y la Unión Soviética. Sin embargo, Kennedy estaba decidido a no permitir que Ben-Gurion cambiara de tema. El 4 de mayo de 1963, respondió al primer ministro asegurándole que, si bien "estamos siguiendo de cerca los acontecimientos actuales en el mundo árabe", en cuanto a la propuesta de Ben Gurion de una declaración conjunta de superpotencia, Kennedy desestimó tanto su viabilidad como su sabiduría política. Kennedy estaba mucho menos preocupado por un "ataque árabe temprano" que por "un desarrollo exitoso de sistemas ofensivos avanzados que, como usted dice, no podrían ser manejados con los medios actualmente disponibles".
Kennedy no cedió en el asunto de Dimona y los desacuerdos se convirtieron en un "dolor de cabeza" para él, como escribió más tarde Robert Komer. La confrontación con Israel se intensificó cuando el Departamento de Estado transmitió la última carta de Kennedy a la embajada de Tel Aviv el 15 de junio para que el embajador Barbour la entregara inmediatamente a Ben-Gurion. En la carta, Kennedy explicó su insistencia en las visitas bianuales con un conjunto de condiciones técnicas detalladas. La carta era algo así como un ultimátum: si el gobierno estadounidense no podía obtener "información fiable" sobre el estado del proyecto Dimona, el "compromiso y apoyo de Washington a Israel" podría verse "seriamente comprometido". Pero la carta nunca fue presentada a Ben-Gurion. El telegrama con la carta de Kennedy llegó a Tel Aviv el sábado 15 de junio, un día antes del anuncio de Ben-Gurion de su renuncia, una decisión que sorprendió a su país y al mundo. Ben-Gurion nunca explicó, ni por escrito ni oralmente, qué lo llevó a dimitir, más allá de citar "razones personales". Negó que su decisión estuviera relacionada con cuestiones políticas específicas, pero la cuestión de hasta qué punto la presión de Kennedy en Dimona influyó en ello sigue abierta a debate hasta el día de hoy.
El 5 de julio, menos de 10 días después de que Levi Eshkol sucediera a Ben-Gurion como primer ministro, el embajador Barbour le entregó una primera carta del presidente Kennedy. La carta era prácticamente una copia de la carta no entregada del 15 de junio a Ben-Gurion. Como afirmó Yuval Ne'eman, para Eshkol y sus asesores fue inmediatamente evidente que las demandas de Kennedy eran similares a un ultimátum y, por lo tanto, constituían una crisis en ciernes. Un Eshkol atónito, en su primera y provisoria respuesta, del 17 de julio, solicitó más tiempo para estudiar el tema y para realizar consultas. El primer ministro señaló que, si bien esperaba que la amistad entre Estados Unidos e Israel creciera bajo su supervisión, "Israel haría lo que tuviera que hacer por su seguridad nacional y para salvaguardar sus derechos soberanos". Barbour, aparentemente queriendo mitigar la crudeza de la carta, aseguró a Eshkol que la declaración de Kennedy era "objetiva": los críticos de las sólidas relaciones entre Estados Unidos e Israel podrían complicar la relación diplomática si Dimona no fuera inspeccionada.
El 19 de agosto, después de seis semanas de consultas que generaron al menos ocho borradores diferentes, Eshkol le entregó a Barbour su respuesta escrita a las demandas de Kennedy. Comenzó reiterando las garantías anteriores de Ben-Gurion de que el propósito de Dimona era pacífico. En cuanto a la solicitud de Kennedy, Eshkol escribió que, dada la relación especial entre los dos países, había decidido permitir visitas regulares de representantes estadounidenses al sitio de Dimona. En cuanto al tema específico del calendario, Eshkol sugirió –como Ben-Gurion había hecho en su última carta a Kennedy– que finales de 1963 sería el momento de la primera visita: para entonces, escribió, "el grupo francés nos habrá entregado el reactor y éste estará realizando pruebas generales y mediciones de sus parámetros físicos a potencia cero".
Eshkol fue vago sobre la frecuencia propuesta de las visitas e ignoró la demanda de Kennedy de realizar visitas bianuales, aunque evitó desafiar frontalmente su solicitud. "Habiendo considerado esta solicitud, creo que podremos llegar a un acuerdo sobre el futuro calendario de visitas", escribió Eshkol. En resumen, el primer ministro dividió las diferencias: para poner fin a la confrontación, aceptó "visitas regulares" de científicos estadounidenses, pero no aceptó la idea de la visita rápida que quería Kennedy y evitó hacer un compromiso explícito de inspecciones bianuales. La elogiosa respuesta de Kennedy no mencionó estas divergencias, pero supuso un acuerdo básico sobre "visitas regulares".
A raíz de la carta de Eshkol, la primera de las ansiadas visitas de inspección regulares a Dimona tuvo lugar a mediados de enero de 1964, dos meses después del asesinato de Kennedy. Los israelíes dijeron a los visitantes estadounidenses que el reactor había entrado en estado crítico sólo unas semanas antes, pero esa afirmación no era exacta. Israel reconoció años después que el reactor de Dimona entró en funcionamiento a mediados de 1963, como había supuesto originalmente la administración Kennedy.
Resultó que la insistencia de Kennedy en realizar visitas bianuales a Dimona no se implementó después de su muerte. Los funcionarios del gobierno de los Estados Unidos siguieron interesados en dicho programa, y el presidente Lyndon B. Johnson planteó el tema a Eshkol, pero nunca presionó tanto sobre el tema como Kennedy.
Al final, el enfrentamiento entre el presidente Kennedy y dos primeros ministros israelíes resultó en una serie de seis inspecciones estadounidenses del complejo nuclear de Dimona, una al año entre 1964 y 1969. Nunca se llevaron a cabo bajo las estrictas condiciones que Kennedy estableció en sus cartas. Aunque el sucesor de Kennedy siguió comprometido con la causa de la no proliferación nuclear y apoyó las visitas de inspección estadounidenses a Dimona, estaba mucho menos preocupado por obligar a los israelíes a cumplir las condiciones de Kennedy. En retrospectiva, este cambio de actitud puede haber salvado el programa nuclear israelí.

#### Ayuda británica y noruega
Documentos británicos de alto secreto obtenidos por BBC Newsnight muestran que Gran Bretaña realizó cientos de envíos secretos de materiales restringidos a Israel en las décadas de 1950 y 1960. Entre ellos se encontraban productos químicos especializados para el reprocesamiento y muestras de material fisible: uranio-235 en 1959 y plutonio en 1966, así como litio-6 altamente enriquecido, que se utiliza para impulsar bombas de fisión y alimentar bombas de hidrógeno. La investigación también mostró que Gran Bretaña envió 20 toneladas de agua pesada directamente a Israel en 1959 y 1960 para poner en marcha el reactor de Dimona. La transacción se realizó a través de una empresa fachada noruega llamada Noratom, que se llevó una comisión del 2% de la transacción. Gran Bretaña fue cuestionada por el acuerdo sobre el agua pesada en la Agencia Internacional de Energía Atómica después de que el mismo fuera expuesto en Newsnight en 2005. El ministro de Asuntos Exteriores británico, Kim Howells, afirmó que se trataba de una venta a Noruega. Pero un ex oficial de inteligencia británico que investigó el acuerdo en ese momento confirmó que en realidad se trataba de una venta a Israel y que el contrato de Noratom era sólo una farsa. El Ministerio de Asuntos Exteriores finalmente admitió en marzo de 2006 que Gran Bretaña sabía desde el principio que el destino era Israel. Israel admite haber utilizado agua pesada de Noruega en el reactor de Dimona desde 1963. Los ingenieros franceses que ayudaron a construir Dimona dicen que los israelíes eran operadores expertos, por lo que sólo se perdió una porción relativamente pequeña del agua durante los años desde que el reactor se puso en funcionamiento por primera vez.

### Masa crítica
En 1961, el primer ministro israelí, David Ben-Gurion, informó al primer ministro canadiense, John Diefenbaker, que se construiría una planta piloto de separación de plutonio en Dimona. Los servicios de inteligencia británicos concluyeron a partir de esta y otras informaciones que esto "sólo puede significar que Israel pretende producir armas nucleares". En el reactor nuclear de Dimona se alcanzó la masa crítica en 1962. Tras la ruptura de Israel con Francia, el gobierno israelí habría tendido contactos con Argentina. El gobierno argentino acordó vender a Israel óxido de uranio (yellowcake). Entre 1963 y 1966, aproximadamente 90 toneladas de óxido nitroso fueron supuestamente enviadas a Israel en secreto desde Argentina. En 1965, la planta de reprocesamiento israelí estaba terminada y lista para convertir las barras de combustible del reactor en plutonio apto para armas. 

#### Costos
Se desconocen los costos exactos de la construcción del programa nuclear israelí, aunque Peres dijo posteriormente que el reactor costó 80 millones de dólares en 1960,  la mitad de los cuales fueron recaudados por donantes judíos extranjeros, incluidos muchos judíos estadounidenses. A algunos de estos donantes se les ofreció una visita guiada al complejo Dimona en 1968.

### Producción de armas, 1966-actualidad

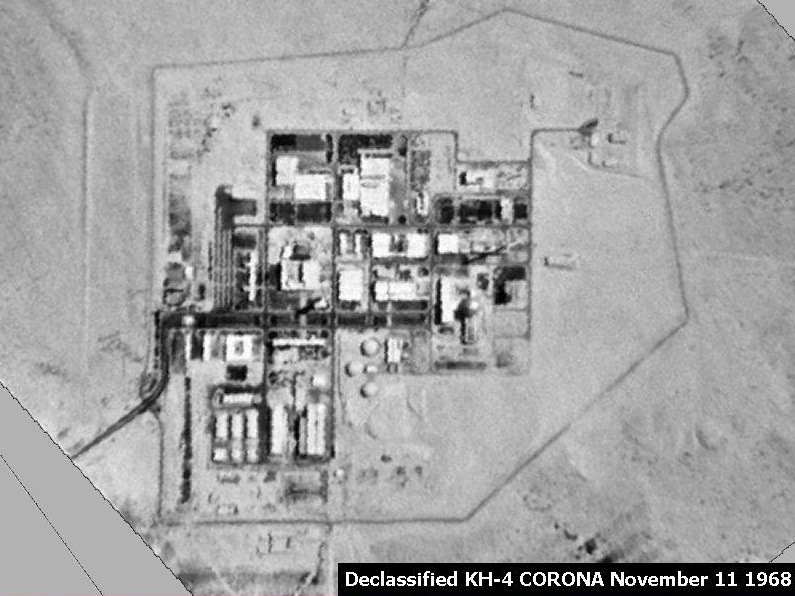
Complejo Dimona terminado, visto por el satélite estadounidense Corona el 11 de noviembre de 1968

Se cree que Israel comenzó la producción a gran escala de armas nucleares después de la guerra de los Seis Días de 1967, aunque había construido su primera arma nuclear operativa en diciembre de 1966. Un informe de la Agencia Central de Inteligencia (CIA) de principios de 1967 afirmaba que Israel tenía los materiales para construir una bomba en seis a ocho semanas  y algunos autores sugieren que Israel tenía dos bombas rudimentarias listas para su uso durante la guerra.  Según el periodista estadounidense Seymour Hersh, en ese momento todo estaba listo para la producción, salvo una orden oficial para ello. Israel cruzó el umbral nuclear en vísperas de la guerra de los Seis Días en mayo de 1967. "Según varias fuentes israelíes, [el primer ministro Levi] Eshkol ordenó en secreto a los científicos de Dimona que ensamblaran dos dispositivos nucleares rudimentarios. Los puso bajo el mando del general de brigada Yitzhak Yaakov, jefe de investigación y desarrollo del Ministerio de Defensa de Israel. Un funcionario dijo que la operación se denominó Spider porque los dispositivos nucleares eran artilugios poco elegantes con apéndices salientes. Las bombas atómicas rudimentarias estaban preparadas para ser desplegadas en camiones que podrían llegar a toda velocidad a la frontera egipcia para detonarlas en caso de que las fuerzas árabes abrumasen las defensas israelíes".

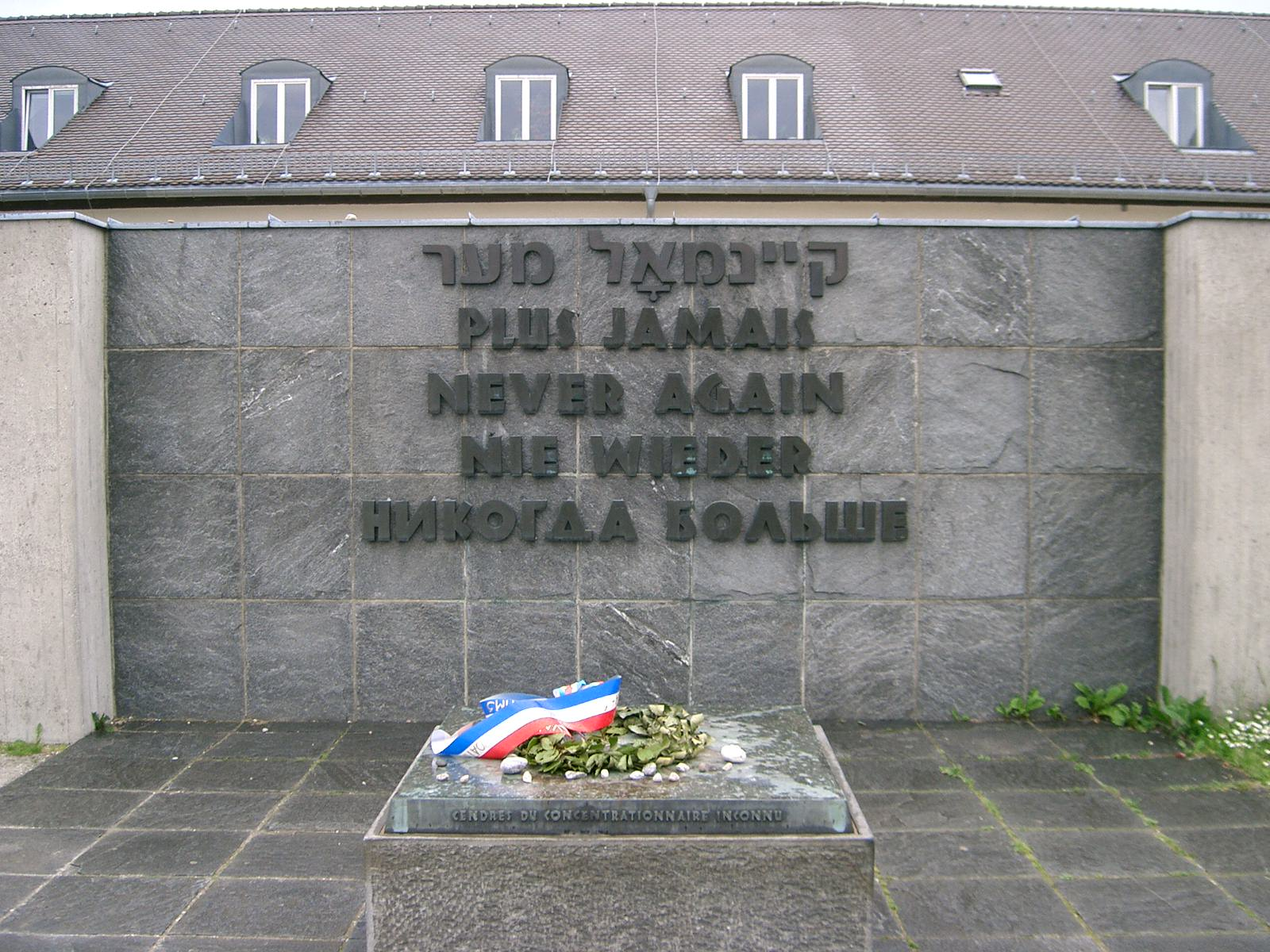
Monumento multilingüe "Nunca más" en el campo de concentración de Dachau

Otro informe de la CIA de 1968 afirma que "Israel podría emprender un programa de armas nucleares en los próximos años". Moshe Dayan, entonces Ministro de Defensa, creía que las armas nucleares eran más baratas y más prácticas que aumentar indefinidamente las fuerzas convencionales de Israel. Convenció al ministro de finanzas del Partido Laborista, Pinchas Sapir, del valor de comenzar el programa al ofrecerle un recorrido por las instalaciones de Dimona a principios de 1968, y poco después Dayan decidió que tenía la autoridad para ordenar el inicio de la producción completa de cuatro a cinco ojivas nucleares al año. Hersh afirmó que se cree ampliamente que las palabras "Nunca más" fueron soldadas, en inglés y hebreo, en la primera ojiva. 
Para producir plutonio, los israelíes necesitaban un gran suministro de mineral de uranio. En 1968, el Mossad compró 200 toneladas a la Unión Minera del Alto Katanga, una empresa minera belga, con el pretexto de comprarlas para una empresa química italiana de Milán. Una vez enviado el uranio desde Amberes, fue transferido a un carguero israelí en el mar y llevado a Israel. La desaparición orquestada del uranio, llamada Operación Plumbat, se convirtió en el tema del libro de 1978 The Plumbat Affair. 
Las estimaciones sobre cuántas ojivas ha construido Israel desde finales de la década de 1960 han variado, principalmente en función de la cantidad de material fisible que podría haberse producido y de las revelaciones del técnico nuclear israelí Mordechai Vanunu.
En 1969, el Secretario de Defensa de Estados Unidos, Melvin Laird, creía que Israel podría tener un arma nuclear ese año. Más tarde ese año, el presidente estadounidense Richard Nixon, en una reunión con la primera ministra israelí Golda Meir, presionó a Israel para que "no hiciera ninguna introducción visible de armas nucleares ni emprendiera un programa de pruebas nucleares ", manteniendo así una política de ambigüedad nuclear. Sin embargo, antes de la guerra de Yom Kipur, Peres quería que Israel demostrara públicamente su capacidad nuclear para desalentar un ataque árabe, y el temor a las armas nucleares israelíes puede haber desalentado la estrategia militar árabe durante la guerra de ser tan agresiva como podría haber sido. 
La CIA creía que las primeras bombas de Israel podrían haber sido fabricadas con uranio altamente enriquecido robado a mediados de los años 1960 de la planta de combustible nuclear de la Marina de los Estados Unidos operada por la Nuclear Materials and Equipment Corporation, donde una contabilidad descuidada del material habría enmascarado el robo.
En 1974, la Comunidad de Inteligencia de los Estados Unidos creía que Israel había acumulado una pequeña cantidad de armas de fisión, y en 1979 tal vez estuviera en condiciones de probar un diseño más avanzado de detonador de arma nuclear táctica pequeña o de arma termonuclear.
La CIA creía que el número de armas nucleares israelíes se mantuvo entre 10 y 20 desde 1974 hasta principios de los años 1980. La información de Vanunu en octubre de 1986 decía que, basándose en un reactor que operaba a 150 megavatios y una producción de 40 kg de plutonio al año, Israel tenía entre 100 y 200 dispositivos nucleares. Vanunu reveló que entre 1980 y 1986 Israel alcanzó la capacidad de construir armas termonucleares. A mediados de la década de 2000, las estimaciones del arsenal de Israel oscilaban entre 75 y 400 ojivas nucleares. 
Han surgido varios informes que afirman que Israel tiene cierta capacidad de enriquecimiento de uranio en Dimona. Vanunu afirmó que en Machon 8 funcionaban centrifugadoras de gas y que en Machon 9 funcionaba una planta de enriquecimiento por láser (Israel posee una patente de 1973 sobre separación de isótopos por láser). Según Vanunu, la planta a gran escala ha estado funcionando desde 1979-80. Si se produce uranio enriquecido en cantidades sustanciales, entonces el arsenal nuclear de Israel podría ser mucho mayor que el estimado únicamente a partir de la producción de plutonio.
Sólo en 1991, cuando se disolvió la Unión Soviética, casi 20 científicos judíos soviéticos de alto nivel emigraron a Israel, algunos de los cuales habían estado involucrados en la operación de plantas de energía nuclear y en la planificación de la próxima generación de reactores soviéticos. En septiembre de 1992, la prensa citó a la inteligencia alemana diciendo que estimaba que 40 científicos nucleares soviéticos judíos de alto nivel habían emigrado a Israel desde 1989.
En una entrevista de 2010, Uzi Eilam, ex director de la Comisión de Energía Atómica de Israel, dijo al diario israelí Maariv que el reactor nuclear de Dimona había pasado por extensas mejoras y renovaciones y ahora funciona como nuevo, sin problemas de seguridad ni peligros para el medio ambiente circundante o la región.

## Pruebas nucleares
Según el teniente coronel Warner D. Farr en un informe al Centro de Contraproliferación de la Fuerza Aérea de los Estados Unidos, se produjo mucha proliferación lateral entre el Israel prenuclear y Francia, afirmando que "la prueba nuclear francesa de 1960 creó dos potencias nucleares, no una; tal fue la profundidad de la colaboración" y que "los israelíes tuvieron acceso irrestricto a los datos de explosiones de pruebas nucleares francesas", minimizando la necesidad de pruebas israelíes tempranas, aunque esta cooperación se enfrió después del éxito de las pruebas francesas. 
En junio de 1976, una revista del ejército de Alemania Occidental, Wehrtechnik ("tecnología militar"), afirmó que informes de inteligencia occidentales documentaban que Israel había realizado una prueba subterránea en el Néguev en 1963. El libro Armas nucleares en Oriente Medio: dimensiones y responsabilidades de Taysir Nashif cita otros informes que indican que el 2 de noviembre de 1966 el país pudo haber llevado a cabo una prueba no nuclear, que se especula que fue de rendimiento cero o de naturaleza implosionante en el desierto israelí del Néguev. 
El 22 de septiembre de 1979, Israel pudo haber estado involucrado en una posible prueba de bomba nuclear, también conocida como el incidente Vela, en el sur del Océano Índico. Se creó un comité bajo el mando del entonces presidente estadounidense Jimmy Carter, encabezado por el profesor Jack Ruina del Instituto de Tecnología de Massachusetts. La mayoría de los miembros del comité asumieron que barcos de la marina sudafricana habían zarpado del puerto de Simonstown, cerca de Ciudad del Cabo, hacia un lugar secreto en el Océano Índico, donde realizaron la prueba nuclear. El comité definió el dispositivo nuclear probado como compacto y especialmente limpio, emitiendo poca radiación, lo que hace casi imposible localizarlo. Otra evaluación del comité concluyó que un cañón había disparado un proyectil de artillería nuclear y que la prueba detectada se centró en una pequeña arma nuclear táctica. Después de renunciar a su programa de armas nucleares, se reveló que Sudáfrica sólo tenía seis bombas atómicas grandes y primitivas lanzables desde aviones y una séptima en construcción, pero ningún dispositivo miniaturizado sofisticado del tamaño de un proyectil de artillería. El profesor Avner Cohen, profesor del Instituto Middlebury de Estudios Internacionales y director del Programa de Educación y miembro principal del Centro James Martin para Estudios de No Proliferación, declaró con respecto al incidente de Vela que "Ahora, 40 años después, hay un consenso científico e histórico de que fue una prueba nuclear y que tenía que ser israelí". En lo que llamaron el "Último secreto de la Guerra de los Seis Días", The New York Times informó que en los días previos a la guerra de los Seis Días de 1967, Israel planeó desplegar un equipo de paracaidistas en helicóptero en el Sinaí, instalar y detonar a distancia una bomba nuclear por orden del primer ministro y el comando militar en la cima de una montaña como advertencia a los estados circundantes beligerantes. Sin embargo, Israel ganó la guerra antes de que se pudiera realizar la prueba. El general de brigada israelí retirado Itzhak Yaakov se refirió a esta operación como la Opción Israelí Samson.
Theodore Taylor, pionero diseñador de armas nucleares estadounidense, comentó sobre las incertidumbres involucradas en el proceso de impulsar pequeñas armas de fisión y los diseños termonucleares vistos en las fotografías filtradas de Vanunu. Afirmó que estos diseños requieren más que un análisis teórico para tener plena confianza en el rendimiento de las armas. Por lo tanto, Taylor concluyó que Israel había probado "inequívocamente" un dispositivo nuclear miniaturizado en serie avanzado.

## Revelaciones

### Centro de Investigación Nuclear del Néguev (Dimona)
El programa nuclear israelí fue revelado por primera vez el 13 de diciembre de 1960, en un artículo de la revista Time, que decía que un país no comunista y no miembro de la OTAN había realizado un "desarrollo atómico". El 16 de diciembre, el Daily Express de Londres reveló que ese país era Israel, y el 18 de diciembre, el presidente de la Comisión de Energía Atómica de Estados Unidos, John McCone, apareció en Meet the Press para confirmar oficialmente la construcción israelí de un reactor nuclear y anunciar su renuncia.  Al día siguiente, The New York Times, con la ayuda de McCone, reveló que Francia estaba ayudando a Israel. 
La noticia llevó a Ben-Gurion a hacer la única declaración de un primer ministro israelí sobre Dimona. El 21 de diciembre anunció al Knesset que el gobierno estaba construyendo un reactor de 24 megavatios "que atenderá las necesidades de la industria, la agricultura, la salud y la ciencia", y que "está diseñado exclusivamente para fines pacíficos".  Bergmann, que fue presidente de la Comisión de Energía Atómica de Israel entre 1954 y 1966, afirmó sin embargo que "no hay distinción entre la energía nuclear con fines pacíficos o bélicos" y que "nunca más seremos conducidos como corderos al matadero".

### Producción de armas
La primera revelación pública de la capacidad nuclear de Israel (en oposición a su programa de desarrollo) provino de NBC News, que informó en enero de 1969 que Israel había decidido "embarcarse en un programa intensivo para producir un arma nuclear" dos años antes, y que poseía o pronto estaría en posesión de tal dispositivo.  Esto fue inicialmente desestimado por funcionarios israelíes y estadounidenses, así como en un artículo en The New York Times. Tan sólo un año después, el 18 de julio, The New York Times hizo público por primera vez que el gobierno de Estados Unidos creía que Israel poseía armas nucleares o que tenía la "capacidad de ensamblar bombas atómicas en poco tiempo".  Se dice que Israel armó 13 bombas durante la guerra de Yom Kipur como última defensa contra una derrota total, y las mantuvo en condiciones de uso después de la guerra.
Los primeros detalles extensos del programa de armas aparecieron en el Sunday Times de Londres del 5 de octubre de 1986, que publicó información proporcionada por Mordechai Vanunu, un técnico anteriormente empleado en el Centro de Investigación Nuclear del Néguev, cerca de Dimona. Por la publicación de secretos de Estado, Vanunu fue secuestrado por el Mosad en Roma, llevado de vuelta a Israel y condenado a 18 años de prisión por traición y espionaje. Aunque había habido mucha especulación antes de las revelaciones de Vanunu de que el sitio de Dimona estaba creando armas nucleares, la información de Vanunu indicó que Israel también había construido armas termonucleares.
Theodore Taylor, un ex diseñador de armas estadounidense líder en el campo de las armas nucleares pequeñas y eficientes, revisó en detalle las filtraciones y fotografías de 1986 del programa nuclear israelí realizadas por Mordechai Vanunu. Taylor llegó a la conclusión de que los diseños de armas termonucleares de Israel parecían ser "menos complejos que los de otras naciones" y, en 1986, "no capaces de producir potencias del orden de megatones o superiores". No obstante, "pueden producir al menos varias veces la potencia de las armas de fisión con la misma cantidad de plutonio o uranio altamente enriquecido". En otras palabras, Israel podría "aumentar" la potencia de sus armas de fisión nuclear. Según Taylor, las incertidumbres involucradas en el proceso de refuerzo requieren más que un análisis teórico para tener plena confianza en el rendimiento de las armas. Por tanto, Taylor concluyó que Israel había probado "inequívocamente" un dispositivo nuclear miniaturizado. El Instituto de Análisis de la Defensa (IDA) concluyó, después de revisar la evidencia presentada por Vanunu, que en 1987 "los israelíes están aproximadamente en la misma posición que Estados Unidos en el campo de las armas de fisión entre 1955 y 1960" y necesitarían supercomputadoras o grupos de computación paralela para refinar sus diseños de bombas de hidrógeno para obtener mejores rendimientos sin realizar pruebas, aunque señaló que ya estaban desarrollando la base de código informático necesaria.  A Israel se le permitió por primera vez importar supercomputadoras construidas en Estados Unidos a partir de noviembre de 1995.
Según un informe de 2013 del Boletín de los Científicos Atómicos, que citó fuentes de la Agencia de Inteligencia de Defensa de Estados Unidos, Israel comenzó la producción de armas nucleares en 1967, cuando produjo sus dos primeras bombas nucleares. Según los cálculos del informe, Israel produjo armas nucleares a un ritmo promedio de dos por año y detuvo su producción en 2004. El informe afirma que Israel tiene 80 ojivas nucleares y material fisionable suficiente para producir 190 más. En 2014, el expresidente estadounidense Jimmy Carter declaró que “Israel tiene, ¿qué?, 300 o más, nadie sabe exactamente cuántas” armas nucleares.

### Documentos sudafricanos
En 2010, The Guardian publicó documentos del gobierno sudafricano que supuestamente confirmaban la existencia del arsenal nuclear de Israel. Según el periódico, los documentos son actas tomadas por la parte sudafricana de supuestas reuniones entre altos funcionarios de ambos países en 1975. The Guardian afirmó que estos documentos revelan que Israel había ofrecido vender armas nucleares a Sudáfrica ese año. Los documentos parecen confirmar la información revelada por el ex comandante naval sudafricano Dieter Gerhardt, encarcelado en 1983 por espiar para la Unión Soviética, quien dijo que había un acuerdo entre Israel y Sudáfrica que incluía una oferta de Israel de armar ocho misiles Jericho con bombas atómicas. Waldo Stumpf—quien dirigió un proyecto para desmantelar el programa de armas nucleares de Sudáfrica —dudó de que Israel o Sudáfrica hubieran contemplado seriamente un acuerdo, diciendo que Israel no podría haber ofrecido vender ojivas nucleares a su país debido a las serias complicaciones internacionales que tal acuerdo podría implicar. Shimon Peres, entonces ministro de Defensa (más tarde presidente israelí), rechazó la afirmación del periódico de que las negociaciones tuvieron lugar. También afirmó que las conclusiones de The Guardian estaban "basadas en la interpretación selectiva de documentos sudafricanos y no en hechos concretos".
Avner Cohen, autor de Israel and the Bomb and The Worst-Kept Secret: Israel's Bargain with the Bomb (Israel y la bomba y El secreto peor guardado: el convenio de Israel con la bomba), dijo: "Nada en los documentos sugiere que hubo una oferta real por parte de Israel de vender armas nucleares al régimen de Pretoria ".

### Presión de Estados Unidos
Estados Unidos estaba preocupado por la posible proliferación nuclear israelí. La inteligencia estadounidense comenzó a detectar el reactor de Dimona poco después de que comenzara la construcción, cuando aviones espías estadounidenses U-2 sobrevolaron el reactor, lo que provocó un enfrentamiento diplomático. En 1960, la administración saliente de Eisenhower pidió al gobierno israelí una explicación sobre la misteriosa construcción cerca de Dimona. La respuesta de Israel fue que el sitio era una futura fábrica textil, pero que no se permitiría ninguna inspección. Cuando Ben-Gurion visitó Washington en 1960, mantuvo una serie de reuniones con funcionarios del Departamento de Estado, y le dijeron sin rodeos que la posesión de armas nucleares por parte de Israel afectaría el equilibrio de poder en la región. Después de que John F. Kennedy asumiera la presidencia de Estados Unidos en 1961, ejerció una presión continua sobre Israel para que abriera la planta a la inspección estadounidense. Según se informa, cada reunión y comunicación de alto nivel entre los gobiernos de Estados Unidos e Israel contenía una demanda de una inspección de Dimona. Para aumentar la presión, Kennedy le negó a Ben-Gurion una reunión en la Casa Blanca; cuando se encontraron, en mayo de 1961, fue en el Hotel Waldorf Astoria de Nueva York. La reunión en sí estuvo dominada por esta cuestión. Ben Gurion se mostró evasivo sobre el tema durante dos años, ante las persistentes demandas de Estados Unidos de una inspección. Finalmente, en una carta personal fechada el 18 de mayo de 1963, Kennedy amenazó a Israel con un aislamiento total a menos que se permitiera a los inspectores entrar en Dimona. Sin embargo, Ben-Gurion dimitió como primer ministro poco después. Su sucesor, Levi Eshkol, recibió una carta similar de Kennedy.
Israel finalmente aceptó una inspección y Kennedy hizo dos concesiones: Estados Unidos vendería a Israel misiles antiaéreos Hawk después de haberse negado durante años a venderle sistemas de armas importantes. Además, el gobierno de Estados Unidos aceptó la demanda israelí de que las inspecciones las realizaría un equipo totalmente estadounidense que programaría sus visitas con semanas de antelación, en lugar del OIEA.
En 1964, el gobierno de Estados Unidos intentó impedir la venta de óxido de uranio de Argentina a Israel, sin éxito.
Supuestamente, como Israel conocía el calendario de visitas de los inspectores, pudo ocultar el verdadero propósito del reactor. Los inspectores finalmente informaron que sus inspecciones eran inútiles debido a las restricciones israelíes sobre qué partes de la instalación podían investigar. Según el escritor y experto en inteligencia británico Gordon Thomas, el exagente del Mosad Rafi Eitan le contó cómo engañaron a los inspectores:
Se construyó un falso centro de control sobre el real en Dimona, completo con paneles de control falsos y medidores conectados por computadora que daban la impresión creíble de estar midiendo la producción de un reactor involucrado en un plan de irrigación para convertir el Néguev en una exuberante pradera. La zona donde se encontraba el agua pesada traída de contrabando desde Francia y Noruega fue puesta fuera del alcance de los inspectores "por razones de seguridad". El gran volumen de agua pesada habría sido una prueba de que el reactor estaba siendo preparado para un propósito muy diferente.
En 1968, la CIA declaró en una Evaluación de Inteligencia Nacional (National Intelligence Estimate) de alto secreto que Israel tenía armas nucleares. Esta evaluación fue entregada al presidente Lyndon B. Johnson. La base de esta afirmación fue la creencia de la CIA, aunque nunca probada, de que el uranio que desapareció en el asunto Apollo había sido desviado a Israel (Seymour Hersh afirma que durante el desmantelamiento de la planta casi todo el uranio que faltaba fue recuperado atrapado en las tuberías de la instalación o contabilizado),  así como la evidencia obtenida de las escuchas electrónicas de la NSA a las comunicaciones israelíes, que demostró que la Fuerza Aérea israelí había participado en prácticas de bombardeo que solo tenían sentido para el lanzamiento de armas nucleares.
En 1969, el año en que Richard Nixon asumió la presidencia, el gobierno estadounidense puso fin a las inspecciones. Según documentos del gobierno estadounidense desclasificados en 2007, la administración Nixon estaba preocupada por el programa nuclear de Israel, y temía que pudiera desencadenar una carrera armamentista nuclear regional y que la Unión Soviética posiblemente otorgara una garantía nuclear a los estados árabes. En un memorando fechado el 19 de julio de 1969, el asesor de seguridad nacional Henry Kissinger advirtió que "los israelíes, que son uno de los pocos pueblos cuya supervivencia está realmente amenazada, probablemente tengan más probabilidades que casi cualquier otro país de utilizar realmente sus armas nucleares". Sin embargo, Kissinger advirtió que intentar obligar a Israel a desarmarse podría tener consecuencias, escribiendo que "Israel no nos tomará en serio en la cuestión nuclear a menos que crea que estamos dispuestos a retener algo que necesita mucho" (Kissinger se refería a una venta pendiente de aviones de combate McDonnell Douglas F-4 Phantom II a Israel). Kissinger escribió que "si retenemos los Phantom y ellos hacen público este hecho en Estados Unidos, se ejercerá una enorme presión política sobre nosotros. Estaremos en una posición indefendible si no podemos decir por qué retenemos los aviones. Sin embargo, si explicamos nuestra posición públicamente, seremos nosotros los que haremos pública la posesión de armas nucleares por parte de Israel, con todas las consecuencias internacionales que ello conlleva". Entre las sugerencias que Kissinger presentó a Nixon estaba la idea de que Estados Unidos adopte una política de "ambigüedad nuclear", o pretenda no saber nada sobre el programa nuclear de Israel.
Según el historiador israelí Avner Cohen, autor de Israel y la bomba, la evidencia histórica indica que cuando Nixon se reunió con la primera ministra israelí Golda Meir en la Casa Blanca en septiembre de 1969, llegaron a un entendimiento secreto, donde Israel mantendría en secreto su programa nuclear y se abstendría de realizar pruebas nucleares, y Estados Unidos toleraría la posesión de armas nucleares por parte de Israel y no lo presionaría para que firmara el Tratado de No Proliferación Nuclear.
A pesar de los pedidos de activistas en favor de un gobierno abierto, los presidentes estadounidenses posteriores han respetado la petición de Israel de no revelar ninguna información sobre su posesión de armas nucleares, y los empleados federales con autorizaciones de seguridad tienen prohibido hacerlo.

## Reservas
El Estado de Israel nunca ha hecho público ningún detalle de su capacidad o arsenal nuclear. Lo que sigue es un historial de estimaciones de muchas fuentes diferentes sobre el tamaño y la fuerza del arsenal nuclear de Israel. Las estimaciones pueden variar debido a la cantidad de material que Israel tiene almacenado en comparación con las armas ensambladas, y las estimaciones sobre la cantidad de material que las armas realmente utilizan, así como el tiempo total en que el reactor estuvo en funcionamiento:
- 1948 – Israel comienza a reclutar científicos nucleares judíos y a formar institutos científicos durante la guerra de independencia para un programa de armas nucleares.[120]
- 1949 –Científicos israelíes invitados a participar en el programa nuclear francés.[29][121][122]
- 1957 – Comienza la construcción de la central nuclear de Dimona con ayuda francesa.[29]
- 1960 – Primeras pruebas nucleares francesas, científicos israelíes participaron junto a los franceses con acceso a todos los datos de las pruebas; Charles de Gaulle comienza a desconectar el programa francés del israelí[123]
- 1961 – La instalación nuclear de Dimona ya está en funcionamiento.[29]
- 1963 – Presunta prueba nuclear subterránea en el desierto del Néguev.[29][124][125]
- 1966 – Supuesta prueba nuclear subterránea en el desierto del Néguev, posiblemente de rendimiento cero o de tipo implosión;[126] El primer sistema de fisión totalmente armado, diseñado para ser lanzado desde un avión, está disponible para su activación.[127]
- 1967 – (Guerra de los Seis Días) – 2 bombas;[128] 13 bombas.[129]
- 1969 – 5–6 bombas de 19 kilotones.[130]
- 1973 – (Guerra de los Seis Días) – 13 bombas;[131] 20 misiles nucleares, un dispositivo nuclear de maleta.[132]
- 1974 – 3 batallones de artillería, cada uno con doce tubos de 175 mm y un total de 108 ojivas;[133] 10 bombas.[134]
- 1976 – 10–20 armas nucleares.[N 10]
- 1979 – Incidente Vela, un satélite detecta un posible ensayo nuclear miniaturizado avanzado y muy limpio en el Océano Índico, a menudo atribuido a Israel.[136]
- 1980 – 100–200 bombas.[137][138]
- 1984 – 12–31 bombas atómicas;[139] 31 bombas de plutonio y 10 de uranio.[140]
- 1985 – Como mínimo 100 bombas nucleares.[141][142]
- 1986 – Entre 100 y 200 bombas de fisión y varias bombas de fusión;[143] Vanunu filtra secretos de las instalaciones de Dimona, al nivel de Estados Unidos en fisión y armas impulsadas de 1955 a 1960, se necesitarían supercomputadoras para mejorar sus bombas de hidrógeno "menos complejas" sin pruebas nucleares, habían probado "inequívocamente" un dispositivo nuclear miniaturizado.[144]
- 1991 – 50–60 a 200–300.[145]
- 1992 – más de 200 bombas;[142]Estimación de 40 científicos especializados de alto nivel en armas nucleares que emigraron a Israel desde la antigua URSS.[146]
- 1994 – 64–112 bombas (a 5 kg/ojiva);[147] 50 misiles Jericho con punta nuclear, 200 en total;[148] 300 armas atómicas.[149]
- 1995 – 66–116 bombas (a 5kg/ojiva);[147] 70–80 bombas;[150] "repertorio completo" (bombas de neutrones, arma nucleares tácticas, dispositivos nucleares de maleta, transportados por submarinos).[151]
- 1996 – 60–80 armas de plutonio, quizás más de 100 ensambladas, variantes ER, rendimientos variables.[152]
- 1997 – Más de 400 armas termonucleares y nucleares en disposición de ser entregarsedas.[3]
- 2002 – Entre 75 y 200 armas.[153]
- 2004 – 82.[154]
- 2006 – Más de 185: el Comité Selecto de Defensa del Parlamento británico informó que Israel poseía más ojivas que las 185 del Reino Unido.[155]
- 2006 –La Federación de Científicos Estadounidenses cree que Israel "podría haber producido suficiente plutonio para al menos 100 armas nucleares, pero probablemente no significativamente más de 200 armas".".[124]
- 2008 – 150 o más armas nucleares.[156]
- 2008 – 80 ojivas intactas, de las cuales 50 son de reentrada atmosférica para el transporte con misiles balísticos, y el resto de bombas para su desplazamiento por vía aérea. Total de reservas militares de plutonio 340–560 kg.[157]
- 2009 – Las estimaciones del número de armas difieren marcadamente, y las estimaciones plausibles varían entre 60 y 400.[158]
- 2010 – Según Jane's Defence Weekly, Israel posee entre 100 y 300 ojivas nucleares, la mayoría de las cuales probablemente se mantienen en modo desmontado pero pueden volverse completamente funcionales "en cuestión de días".[159]
- 2010 – "Más de 100 armas, principalmente dispositivos termonucleares de dos etapas, capaces de ser lanzados desde misiles, cazabombarderos o submarinos"[160] Después de extensas renovaciones, las instalaciones de Dimona ahora funcionan como nuevas[161]
- 2014 – Aproximadamente 80 ojivas nucleares para ser lanzadas mediante dos docenas de misiles, un par de escuadrones de aviones y quizás una pequeña cantidad de misiles de crucero lanzados desde el mar.[162]
- 2014 – "300 o más" armas nucleares.[163]
- 2015 – "Israel tiene 200, todos apuntados a Teherán."[164][165]

## Sistemas de lanzamiento
Las fuerzas militares israelíes poseen métodos terrestres, aéreos y marítimos para desplegar sus armas nucleares, formando así una tríada nuclear que es principalmente de mediano a largo alcance, cuya columna vertebral son misiles de crucero lanzados desde submarinos y misiles balísticos medianos e intercontinentales, con aviones de ataque de largo alcance de la Fuerza Aérea israelí disponibles para realizar interdicción nuclear y ataques estratégicos. Durante 2008 entró en funcionamiento el misil balístico intercontinental Jericho III, que proporcionó a Israel la capacidad de lanzar ataques nucleares de alcance extremadamente largo.

### Misiles
Se cree que Israel tiene capacidad para un segundo ataque nuclear gracias a su flota de submarinos y a sus misiles balísticos con capacidad nuclear que se cree están enterrados a una profundidad suficiente como para sobrevivir a un ataque nuclear preventivo. Ernst David Bergmann fue el primero en empezar a pensar seriamente en la capacidad de fabricar misiles balísticos e Israel probó su primer cohete sonda Shavit II en julio de 1961.  En 1963, Israel puso en marcha un proyecto a gran escala para desarrollar y construir conjuntamente 25 misiles de corto alcance con la empresa aeroespacial francesa Dassault. El proyecto israelí, cuyo nombre en código era Proyecto 700, también incluía la construcción de un campo de misiles en Hirbat Zacharia, un sitio al oeste de Jerusalén.  Los primeros misiles que se desarrollaron conjuntamente con Francia fueron el sistema Jericho I, que entró en funcionamiento por primera vez en 1971. Es posible que el Jericho I fuera retirado del servicio operativo durante la década de 1990. A mediados de la década de 1980, se lanzó el misil de mediano alcance Jericho II, que se cree que tiene un alcance de entre 2.800 y 5.000 km, entró en servicio.  Se cree que Jericho II es capaz de lanzar armas nucleares con un grado superior de precisión. El vehículo de lanzamiento espacial de combustible sólido de tres etapas Shavit, producido por Israel para lanzar muchos de sus satélites a la órbita terrestre baja desde 1988, es una versión civil del Jericho II. El misil balístico intercontinental Jericho III entró en funcionamiento en enero de 2008 y algunos informes especulan que el misil podría ser capaz de llevar ojivas MIRVed. El alcance máximo estimado del Jericho III es de 11.500 km con una carga útil de 1.000–1.300 kg (hasta seis pequeñas ojivas nucleares de 100 kt cada una o una ojiva nuclear de 1 megatón), y su precisión se considera alta.
En enero de 2008, Israel llevó a cabo con éxito el lanzamiento de prueba de un misil balístico de largo alcance capaz de transportar una ojiva nuclear desde el supuesto sitio de lanzamiento situado en la Base Aérea de Palmajim, al sur de Tel Aviv. La radio israelí identificó el misil como un Jericho III y el sitio web de noticias hebreo YNet citó a funcionarios de defensa anónimos que dijeron que la prueba había sido "dramática" y que el nuevo misil puede alcanzar "distancias extremadamente largas", sin dar más detalles. Poco después del exitoso lanzamiento de prueba, Isaac Ben-Israel, general retirado del ejército y profesor de la Universidad de Tel Aviv, dijo al Canal 2 de televisión israelí:

Todo el mundo puede hacer los cálculos y comprender que lo importante es que podemos llegar con un cohete a cualquier punto del mundo.

La prueba se produjo dos días después de que Ehud Olmert, entonces primer ministro de Israel, advirtiera que "todas las opciones estaban sobre la mesa para evitar que Teherán adquiriera armas nucleares" y unos meses más tarde Israel bombardeó una supuesta instalación nuclear siria construida con amplia ayuda de Corea del Norte. Al mismo tiempo, los expertos regionales en defensa dijeron que a principios de 2008, Israel ya había lanzado un programa para ampliar el alcance de sus actuales misiles de ataque terrestre Jericho II. El misil Jericho-II B es capaz de enviar una carga nuclear de una tonelada a 5.000 kilómetros.  Según se informa, el alcance de los misiles israelíes Jericho II B puede modificarse para transportar ojivas nucleares no más pesadas que 500 kg más de 7.800 km, lo que lo convierte en un misil balístico intercontinental. Se estima que Israel tiene entre 50 y 100 misiles Jericho II B basados en instalaciones construidas en la década de 1980. Se desconoce el número de misiles Jericho III que posee Israel.

### Aeronaves
Los aviones de combate israelíes han sido citados como posibles sistemas de lanzamiento nuclear. La flota israelí de reabastecimiento aéreo compuesta por Boeing 707 modificados y el uso de tanques de combustible externos y conformados proporciona a los cazabombarderos israelíes F-15, F-15I y F-16 un alcance estratégico, como se demostró en la Operación Wooden Leg.

### Submarinos
La Armada israelí opera una flota de cinco modernos submarinos Clase Dolphin construidos en Alemania, con otros tres planeados, y varios informes indican que estos submarinos están equipados con misiles de crucero Popeye Turbo que pueden lanzar ojivas nucleares y convencionales con una precisión extremadamente alta.
La eficacia demostrada de los misiles de crucero de su propia producción puede haber estado detrás de la reciente adquisición por parte de Israel de estos submarinos que están equipados con tubos de torpedos adecuados para el lanzamiento de misiles de largo alcance (1.500-2.400 km) misiles de crucero con capacidad nuclear que ofrecerían a Israel una segunda capacidad de ataque.  Se informa que Israel posee 200 kg de ojiva nuclear, que contiene 6 kg de plutonio, que podrían ser montados en misiles de crucero. Según se informa, los misiles fueron lanzados en prueba en el Océano Índico cerca de Sri Lanka en junio de 2000, y se dice que alcanzaron su objetivo a una distancia de 1.500 kilómetros.
En junio de 2002, exfuncionarios del Departamento de Estado y del Pentágono confirmaron que la Marina de Estados Unidos observó pruebas de misiles israelíes en el Océano Índico en 2000, y que los buques de la clase Dolphin habían sido equipados con misiles de crucero con capacidad nuclear de un nuevo diseño. Algunos creen que se trata de una versión del misil de crucero turbo Popeye de la Autoridad de Desarrollo de Armamento de Rafael Advanced Defense Systems, mientras que otros creen que el misil puede ser una versión del Gabriel 4LR producido por Israel Aircraft Industries. Sin embargo, otros afirman que tal alcance implica un tipo de misil completamente nuevo. Durante la segunda mitad de la década de 1990, Israel pidió a Estados Unidos que le vendiera 50 misiles de crucero de ataque terrestre Tomahawk para mejorar su capacidad de ataque profundo. Washington rechazó la solicitud de Israel en marzo de 1998, ya que tal venta habría violado las directrices Régimen de control de tecnología de misiles, que prohíben la transferencia de misiles con un alcance superior a 300 kilómetros. Poco después del rechazo, un funcionario israelí declaró a Defense News: "La historia nos ha enseñado que no podemos esperar indefinidamente a que Washington satisfaga nuestras necesidades militares. Si se nos niega este sistema de armas, no tendremos más opción que activar nuestra propia industria de defensa para conseguir esta capacidad necesaria". En julio de 1998, el Centro de Inteligencia Aérea advirtió al Congreso de Estados Unidos que Israel estaba desarrollando un nuevo tipo de misil de crucero.
Según fuentes de defensa israelíes, en junio de 2009 un submarino israelí de clase Dolphin navegó desde el Mediterráneo hasta el Mar Rojo a través del Canal de Suez durante un ejercicio que demostró que Israel puede acceder al Océano Índico y al Golfo Pérsico con mucha más facilidad que antes. Fuentes de las Fuerzas de Defensa de Israel (FDI) dijeron que la decisión de permitir que los buques de la marina naveguen por el canal se tomó recientemente y fue un "cambio de política" definitivo dentro del servicio. Los funcionarios israelíes dijeron que el submarino salió a la superficie cuando pasó por el canal. En caso de un conflicto con Irán, y si Israel decidiera involucrar a sus submarinos de clase Dolphin, la ruta más rápida sería enviarlos a través del Canal de Suez.
La flota israelí se amplió después de que Israel firmara un contrato de 1.300 millones de euros para comprar dos submarinos adicionales a la filial de ThyssenKrupp, Howaldtswerke-Deutsche Werft, en 2006. Estos dos U212 fueron entregados a la marina israelí en 2014 y son submarinos de clase "Dolphin II". Se cree que los submarinos son capaces de lanzar misiles de crucero con ojivas nucleares, a pesar de las declaraciones del gobierno alemán en 2006, al confirmar la venta de los dos buques, de que no estaban equipados para transportar armas nucleares. Los dos nuevos navíos son una versión mejorada de los antiguos Dolphins, y están equipados con un sistema de propulsión independiente de aire, que les permite permanecer sumergidos durante períodos de tiempo más largos que los tres submarinos con capacidad para armas nucleares que han estado en la flota de Israel desde 1999. En octubre de 2009 se informó que la marina israelí quería comprar un sexto submarino de la clase Dolphin. 
El 4 de junio de 2012, Der Spiegel publicó un artículo de investigación en el que afirmaba que Israel había armado sus submarinos más nuevos con misiles nucleares. Numerosos funcionarios israelíes y alemanes fueron citados testificando sobre las capacidades nucleares de los submarinos y la ubicación de misiles nucleares a bordo de los barcos. En respuesta al artículo, funcionarios tanto de Alemania como de Israel se negaron a hacer comentarios. Varios artículos han señalado que las implicaciones de que Israel obtenga estos submarinos portadores de armas nucleares aumentan debido a la amenaza de ataques a Irán por parte de Israel.

### Otros
Se ha informado que Israel tiene otras capacidades de armas nucleares:
- Dispositivo nuclear de maleta: Seymour Hersh informa que Israel desarrolló la capacidad de miniaturizar ojivas lo suficientemente pequeñas como para caber en una maleta en el año 1973. [214]
- Arma nuclear táctica: Israel también podría tener piezas de artillería autopropulsadas de 175 mm y 203 mm, capaces de disparar proyectiles nucleares. Hay tres batallones de artillería de 175 mm (36 tubos), que según se informa cuentan con 108 proyectiles nucleares y más para los tubos de 203 mm. De ser cierto, estos proyectiles de artillería nuclear táctica de bajo rendimiento podrían alcanzar al menos 40 kilómetros (25 millas), mientras que según algunas fuentes es posible que el alcance se haya ampliado a 72 kilómetros (45 millas) durante la década de 1990.. [29]
- Capacidad de ataque EMP: Israel supuestamente posee varias bombas de 1 megatón,[215][216] que le otorgan una capacidad de ataque EMP muy grande.[217] Por ejemplo, si un arma de clase megatón fuera detonada a 400 kilómetros sobre Omaha, Nebraska, EE. UU., casi todo el territorio continental de Estados Unidos se vería afectado con una experiencia EMP potencialmente dañina desde Boston hasta Los Ángeles y desde Chicago hasta Nueva Orleans.[218] Una explosión similar a gran altitud sobre Irán podría causar graves daños a todos los sistemas eléctricos de Oriente Medio y gran parte de Europa.[219]
- Arma de radiación mejorada (REG) : también se informa que Israel tiene un número desconocido de bombas de neutrones. [29]
- Mina terrestre nuclear:[N 11] Israel supuestamente ha desplegado múltiples minas terrestres nucleares defensivas en los Altos del Golán.[220] [221][222][223]

## Política
La política deliberadamente ambigua de Israel para confirmar o negar su propia posesión de armas nucleares, o para dar cualquier indicación sobre su posible uso, hace necesario reunir detalles de otras fuentes, incluidas fuentes diplomáticas y de inteligencia y declaraciones "no autorizadas" de sus líderes políticos y militares. En noviembre de 2023, el ministro de gobierno Amihai Eliyahu afirmó que el uso de armas nucleares era "una de las posibilidades" al discutir las opciones de Israel en su acción militar en curso en la Franja de Gaza, por lo que fue suspendido del gabinete israelí.
Por otra parte, con la doctrina Begin, Israel es muy claro y decisivo respecto a la política del país sobre potenciales desarrollos de capacidad nuclear por parte de cualquier otro adversario regional, lo cual no permitirá.

### Posesión
Aunque Israel ha reconocido oficialmente la existencia del reactor cerca de Dimona desde el discurso de Ben-Gurion ante el Knesset en diciembre de 1960, Israel nunca ha reconocido oficialmente su construcción o la posesión de armas nucleares.  Además de esta política, el 18 de mayo de 1966, el Primer Ministro Levi Eshkol dijo al Knesset que "Israel no tiene armas atómicas y no será el primero en introducirlas en nuestra región", una política articulada por primera vez por Shimon Peres al Presidente estadounidense John F. Kennedy en abril de 1963.  En noviembre de 1968, el embajador de Israel en Estados Unidos, Yitzhak Rabin, informó al Departamento de Estado de Estados Unidos que su interpretación de "introducir" armas nucleares significaba probarlas, desplegarlas o hacerlas públicas, mientras que la mera posesión de las armas no constituía "introducirlas". Avner Cohen define esta postura inicial como "ambigüedad nuclear", pero define la etapa posterior a que quedó claro en 1969 que Israel poseía armas nucleares como una política de amimut u "opacidad nuclear". 
En 1998, el ex primer ministro Shimon Peres dijo que Israel "construyó una opción nuclear, no para tener una Hiroshima sino un Oslo ". La "opción nuclear" puede referirse a un arma nuclear o al reactor nuclear cerca de Dimona, que según Israel se utiliza para investigación científica. Peres, en su calidad de director general del Ministerio de Defensa a principios de la década de 1950, fue responsable de desarrollar la capacidad nuclear de Israel.
En una entrevista de diciembre de 2006, el primer ministro israelí Ehud Olmert declaró que Irán aspira "a tener un arma nuclear como Estados Unidos, Francia, Israel y Rusia". La oficina de Olmert dijo más tarde que la cita fue sacada de contexto; en otras partes de la entrevista, Olmert se negó a confirmar o negar el estatus de arma nuclear de Israel.
El 5 de noviembre de 2023, en medio de la guerra entre Israel y Hamás de 2023, el ministro de Patrimonio, Amihai Eliyahu, declaró que el uso de armas atómicas en la invasión israelí de la Franja de Gaza podría ser "una de las posibilidades". Posteriormente, el primer ministro Benjamin Netanyahu le suspendió de asistir a las reuniones del gabinete.

### Doctrina
La doctrina nuclear de Israel está determinada por su falta de profundidad estratégica: un avión de combate subsónico podría cruzar los 72 kilómetros (45 mi) desde el río Jordán hasta el mar Mediterráneo en sólo 4 minutos. Además, depende de un ejército compuesto por reservistas, lo que magnifica las pérdidas civiles y militares en su pequeña población. Israel intenta compensar estas debilidades haciendo hincapié en la inteligencia, la maniobrabilidad y la potencia de fuego.
Como resultado, su estrategia se basa en la premisa de que no puede permitirse perder ni una sola guerra y, por lo tanto, debe evitarlas manteniendo la disuasión, incluida la opción de la prevención. Si estas medidas no son suficientes, busca evitar la escalada y determinar una guerra rápida y decisiva fuera de sus fronteras. Aunque las armas nucleares son consideradas la máxima garantía de la seguridad israelí, ya en la década de 1960 el país evitó construir su ejército en torno a ellas y persiguió en cambio una superioridad convencional absoluta para prevenir un ataque nuclear de último recurso. Según el historiador Avner Cohen, Israel articuló por primera vez una política oficial sobre el uso de armas nucleares en 1966, que giraba en torno a cuatro "líneas rojas" que podrían conducir a una respuesta nuclear: 
- Una penetración militar exitosa en áreas pobladas dentro de las fronteras de Israel posteriores a 1949 (previas a 1967).
- La destrucción de la Fuerza Aérea Israelí.
- La exposición de las ciudades israelíes a ataques aéreos masivos y devastadores o a posibles ataques químicos o biológicos.
- El uso de armas nucleares contra territorio israelí.

### Despliegue
Seymour Hersh afirma que se desplegaron armas en varias ocasiones. El 8 de octubre de 1973, justo después del inicio de la guerra de Yom Kipur, Golda Meir y sus colaboradores más cercanos decidieron poner ocho F-4 con armamento nuclear en la base aérea de Tel Nof en alerta las 24 horas y tantos lanzadores de misiles nucleares operativos como fuera posible en la base aérea de Sedot Mikha. Seymour Hersh añade que la lista inicial de objetivos esa noche "incluía los cuarteles militares egipcios y sirios cerca de El Cairo y Damasco ".  Esta alerta nuclear no sólo tenía como objetivo servir de medida de precaución, sino también presionar a los soviéticos para que frenaran la ofensiva árabe y convencer a Estados Unidos de que comenzara a enviar suministros. Un informe posterior dijo que un oficial de inteligencia soviético advirtió al jefe del estado mayor egipcio, y colegas del asesor de seguridad nacional de Estados Unidos, Henry Kissinger, dijeron que la amenaza de un intercambio nuclear lo llevó a instar a un reabastecimiento masivo de Israel.  Hersh señala que antes de que Israel obtuviera su propia capacidad satelital, realizó actividades de espionaje contra Estados Unidos para obtener información sobre objetivos nucleares soviéticos. 
Después de que Irak atacara a Israel con misiles Scud durante la guerra del Golfo de 1991, Israel entró en alerta nuclear a gran escala y se desplegaron lanzadores móviles de misiles nucleares.  Durante los preparativos para la invasión estadounidense de Irak en 2003, existía la preocupación de que Irak lanzara un ataque con armas no convencionales contra Israel. Después de las conversaciones con el presidente George W. Bush, el entonces primer ministro israelí Ariel Sharon advirtió: "Si nuestros ciudadanos son atacados seriamente -por un arma de destrucción masiva, química, biológica o por algún megaataque terrorista- y sufren bajas, entonces Israel responderá". Los funcionarios israelíes interpretaron la postura del presidente Bush como una autorización para una represalia nuclear israelí contra Irak, pero sólo si Irak atacaba antes de la invasión militar estadounidense.
La doctrina militar y nuclear israelí se centra cada vez más en la guerra preventiva contra cualquier posible ataque con armas convencionales, químicas, biológicas o nucleares, o incluso un posible ataque convencional contra las armas de destrucción masiva de Israel. 
Louis René Beres, quien colaboró con el Proyecto Daniel, insta a que Israel continúe y mejore estas políticas, en consonancia con las políticas nucleares cada vez más preventivas de los Estados Unidos, como se revela en la Doctrina para las Operaciones Nucleares Conjuntas.

### Mantener la superioridad nuclear
Solo o con otras naciones, Israel ha utilizado esfuerzos diplomáticos y militares, así como acciones encubiertas, para impedir que otros países del Medio Oriente adquieran armas nucleares.

#### Irak
En abril de 1979, agentes del Mosad provocaron explosiones en una planta de producción francesa cerca de Toulon, dañando dos núcleos de reactores destinados a reactores iraquíes. Los agentes del Mossad también pueden haber estado detrás de los asesinatos de un ingeniero nuclear egipcio en París, así como de dos ingenieros iraquíes, todos ellos trabajando para el programa nuclear iraquí.
El 7 de junio de 1981, Israel lanzó un ataque aéreo que destruyó el reactor reproductor de Osirak, Irak, en la Operación Opera.
El Mosad también puede haber asesinado al profesor Gerald Bull, un experto en artillería que dirigía el supercañón Proyecto Babilonia para Saddam Hussein en los años 1980, que era capaz de lanzar una carga nuclear táctica.

#### Siria
El 6 de septiembre de 2007, Israel lanzó un ataque aéreo denominado Operación Huerto contra un objetivo en la región de Deir ez-Zor en Siria. Aunque Israel se negó a hacer comentarios, funcionarios estadounidenses anónimos dijeron que Israel había compartido con ellos información de inteligencia de que Corea del Norte estaba cooperando con Siria en algún tipo de instalación nuclear. Tanto Siria como Corea del Norte negaron la acusación y Siria presentó una queja formal ante las Naciones Unidas. En mayo de 2011, el Organismo Internacional de Energía Atómica concluyó que "muy probablemente" la instalación destruida era un reactor nuclear no declarado. El periodista Seymour Hersh especuló que el ataque aéreo sirio podría haber sido pensado como un ensayo para atacar supuestas instalaciones de armas nucleares iraníes.

#### Irán
El 7 de enero de 2007, The Sunday Times informó que Israel había elaborado planes para destruir tres instalaciones nucleares iraníes. Israel negó rápidamente la acusación específica y los analistas expresaron dudas sobre su fiabilidad. También en 2007, Israel presionó para que las Naciones Unidas impusieran sanciones económicas contra Irán y amenazó repetidamente con lanzar un ataque militar contra Irán si Estados Unidos no lo hacía primero.
Se cree ampliamente que Israel está detrás del asesinato de varios científicos nucleares iraníes. El grupo de inteligencia Stratfor ha afirmado que la muerte del físico iraní Ardeshir Hassanpour, que podría haber estado involucrado en el programa nuclear, también fue un asesinato del Mossad.
Se cree ampliamente que el malware Stuxnet de 2010 fue desarrollado por Israel y Estados Unidos. Se extendió por todo el mundo, pero parece haber sido diseñado para atacar la planta de enriquecimiento de Natanz, donde, según se informa, destruyó hasta 1.000 centrifugadoras.

### Tratado de No Proliferación Nuclear y Resoluciones de las Naciones Unidas
Originalmente se esperaba que Israel firmara el Tratado de No Proliferación Nuclear (TNP) de 1968 y el 12 de junio de 1968, Israel votó a favor del tratado en la Asamblea General de la ONU.
Sin embargo, cuando la invasión de Checoslovaquia en agosto por la Unión Soviética retrasó la ratificación en todo el mundo, la división interna de Israel y sus dudas sobre el tratado se hicieron públicas.  La administración Johnson intentó utilizar la venta de 50 F-4 Phantom para presionar a Israel a firmar el tratado ese otoño, lo que culminó con una carta personal de Lyndon Johnson al primer ministro israelí Levi Eshkol. Pero en noviembre Johnson se había retractado de vincular la venta del F-4 con el TNP tras un punto muerto en las negociaciones, e Israel no quiso firmar ni ratificar el tratado.  Después de la serie de negociaciones, el secretario adjunto de Defensa de Estados Unidos para la seguridad internacional, Paul Warnke, estaba convencido de que Israel ya poseía armas nucleares.  En 2007, Israel solicitó una exención a las normas de no proliferación para poder importar material atómico legalmente.
En 1996, la Asamblea General de las Naciones Unidas aprobó una resolución en la que se pedía el establecimiento de una zona libre de armas nucleares en la región del Oriente Medio. Los países árabes y las conferencias anuales del Organismo Internacional de Energía Atómica (OIEA) han pedido reiteradamente la aplicación de las salvaguardias del OIEA y la creación de un Oriente Medio libre de armas nucleares. Los países árabes han acusado a Estados Unidos de practicar un doble rasero al criticar el programa nuclear de Irán mientras ignora la posesión de armas nucleares por parte de Israel. Según una declaración de la Liga Árabe, los estados árabes se retirarán del TNP si Israel reconoce que tiene armas nucleares pero se niega a abrir sus instalaciones a la inspección internacional y destruir su arsenal.
En una declaración ante la reunión preparatoria de mayo de 2009 para la Conferencia de Examen del TNP de 2010, la delegación de los Estados Unidos reiteró el apoyo de larga data de su país a la "adhesión universal al TNP", pero, inusualmente, nombró a Israel entre los cuatro países que no lo han hecho. Un funcionario israelí anónimo desestimó la sugerencia de que Israel se uniría al TNP y cuestionó la eficacia del tratado. El Washington Times informó que esta declaración amenazaba con descarrilar el acuerdo secreto de 40 años entre Estados Unidos e Israel para proteger el programa de armas nucleares de Israel del escrutinio internacional. Según Avner Cohen, al no afirmar que Israel tiene armas atómicas, Estados Unidos evita tener que sancionar al país por violar la ley estadounidense de no proliferación. Cohen, autor de Israel y la bomba, argumentó que reconocer su programa nuclear permitiría a Israel participar de manera constructiva en los esfuerzos para controlar las armas nucleares.
El Documento Final de la Conferencia de Examen del TNP de 2010 pidió que se celebrara una conferencia en 2012 para aplicar una resolución de la Conferencia de Examen del TNP de 1995 que pedía el establecimiento de una zona en el Oriente Medio libre de armas de destrucción masiva. Estados Unidos se sumó al consenso internacional en favor del Documento Final, pero criticó la sección sobre la resolución de Oriente Medio por señalar a Israel como el único Estado de la región que no es parte del TNP, mientras que al mismo tiempo ignoraba la "violación de larga data por parte de Irán del TNP y de las resoluciones del Consejo de Seguridad de las Naciones Unidas".

## Otras lecturas
- Cohen, Avner (2005), Israel and the Bomb, New York: Columbia University Press, ISBN 978-0-231-10483-8.
- Jackson, Galen (2019), «The United States, the Israeli Nuclear Program, and Nonproliferation, 1961–69, Security Studies», Security Studies 28 (2): 360-393, S2CID 159409533, doi:10.1080/09636412.2019.1551570..
- Raz, Adam (2015), The Struggle for the Bomb (en hebreo), Jerusalem: Carmel Publishing House..
- Rhodes, Richard (2010), The Twilight of the Bombs: Recent Challenges, New Dangers, and the Prospects for a World Without Nuclear Weapons, Knopf Doubleday, ISBN 978-0-307-26754-2, consultado el 4 de junio de 2011.
- Polakow-Suransky, Sasha (2010). The Unspoken Alliance: Israel's Secret Relationship with Apartheid South Africa. New York: Pantheon Books. ISBN 978-0375425462.